# Laura Thorn
Laura Thorn (luxemburgiskt uttal: [ˈlɑʊ̯ʀaː ˈtoːɐ̯n]), född 18 januari 2000 i Esch-sur-Alzette, är en luxemburgsk sångare. Hon representerade Luxemburg i Eurovision Song Contest 2025 med den franskspråkiga låten "La poupée monte le son" som slutade på 22:a plats i finalen.